# Никола Минков
Никола Христов Минков е български юрист и политик. Народен представител в XXV обикновено народно събрание.

## Биография
Роден е на 28 юли 1904 година в Ихтиман в семейството на Стефана Василева и Христо Минков Димитров.
Завършва висше юридическо образование. Работи като адвокат. Избран е за народен представител в XXV обикновено народно събрание от Разложката избирателна колегия.
След Деветосептемврийския преврат (1944) д-р Никола Минков е съден от Втори върховен състав на т.нар. Народен съд. Осъден е на смърт, 5 милиона лева глоба и конфискация на цялото имущество.
През 2021 година е издадена книгата „Никола Минков. Към новите поколения“, съдържаща негови статии, речи и документи.